# Ben Fountain
Pour les articles homonymes, voir Fountain.
Œuvres principales
Billy Lynn's Long Halftime Walk
Ben Fountain, né en 1958 à Chapel Hill en Caroline du Nord, est un écrivain américain.

## Biographie
Il obtient le National Book Critics Circle Award en 2012 pour Billy Lynn's Long Halftime Walk (Fin de mi-temps pour le soldat Billy Lynn).

## Œuvres traduites en français
- Brèves rencontres avec Che Guevara [« Brief encounters with Che Guevara »], trad. de Michel Lederer, Paris, Albin Michel, coll. « Terres d’Amérique », 2007, 256 p.  (ISBN 978-2-226-18208-1)
- Fin de mi-temps pour le soldat Billy Lynn [« Billy Lynn's Long Halftime Walk »], trad. de Michel Lederer, Paris, Albin Michel, coll. « Terres d’Amérique », 2012, 282 p.  (ISBN 978-2-226-24518-2)[1]

## Adaptation cinématographique
Son roman Fin de mi-temps pour le soldat Billy Lynn est adapté dans Billy Lynn's Long Halftime Walk d'Ang Lee, sorti en 2016.